# James Anthony Tamayo
James Anthony Tamayo (23 de outubro de 1949) é o atual bispo de Laredo, Texas
Foi ordenado sacerdote em 11 de julho de 1976. O bispo Tamayo é filho de Antonio P. Tamayo (1925-2016), natural de Port Isabel, no condado de Cameron, Texas, e de Guadalupe B. Tamayo de Laredo. Ele tem uma irmã, a Sra. Mercy Barrera de Corpus Christi. Ele possui um mestrado em artes em teologia pela University of St. Thomas e frequentou o St. Mary's Seminary em Houston.
Bispo auxiliar de Galveston-Houston
O Papa João Paulo II nomeou Tamayo bispo auxiliar da Diocese de Galveston-Houston em 26 de janeiro de 1993 e foi consagrado bispo em 10 de março de 1993. Ele também se tornou o bispo titular de Ita.
Bispo de Laredo
Em 3 de julho de 2000, Tamayo foi nomeado bispo da recém-fundada Diocese Católica Romana de Laredo, no condado de Webb, no sul do Texas. Em 9 de agosto de 2000, foi empossado como primeiro bispo.
Tamayo é membro da Conferência dos Bispos Católicos dos Estados Unidos. Em 10 de setembro de 2008, Tamayo pediu ao governo do presidente dos Estados Unidos, George W. Bush, que parasse com as incursões a locais de trabalho em busca de imigrantes ilegais. "Temos respeito por nosso pessoal de fiscalização, mas essas invasões no local de trabalho estão apenas colocando seres humanos uns contra os outros. Devemos abandonar as invasões."
Em março de 2015, Tamayo estava entre oitenta figuras religiosas que assinaram uma carta ao presidente Barack H. Obama pedindo que o governo interrompesse a prática de deter famílias que entraram ilegalmente nos Estados Unidos. Ele visitou um centro de detenção em Dilley entre San Antonio e Laredo e expressou preocupação com as mulheres detidas ali, algumas por um período considerável de tempo.